# Xiprer de l'Himàlaia
El xiprer de l'Himàlaia (Cupressus torulosa) és una espècie de conífera de la família Cupressaceae. De forma natural es fa en altituds entre els 800 i els 2.800 m en els Himàlaies, i en terrenys calcaris de l'Índia, Caixmir, i el Nepal.

## Descripció
Pot arribar a créixer fins als 45 m d'alçada, encara que normalment es queda en uns modestos vint. El seu tronc fa uns cinquanta centímetres de diàmetre. Els gàlbuls són verds o violacis quan són joves, per tornar-se marrons amb el temps; fan entre deu i vint mil·límetres.
Encara que es fa a moltes parts del món, en el seu hàbitat natural és una espècie amenaçada. La seva fusta, molt olorosa i duradora, s'usa en la construcció, i també se la crema per l'olor que desprèn. L'oli que se n'extreu s'empre com a antisèptic i en cosmètica.